# Pasu Ava Corona
Pasu Ava Corona est une corona, formation géologique en forme de couronne, située sur la planète Vénus par 29° N et 319° E. Elle est localisée dans le quadrangle de Lachesis Tessera. Elle a été nommée en référence à Pasu Ava, déesse Mari  de la récolte (bassin de la Volga) .

## Géographie et géologie
Pasu Ava Corona couvre une surface circulaire d'environ 250 km de diamètre. 